# Katarzyna Maciejko-Kowalczyk

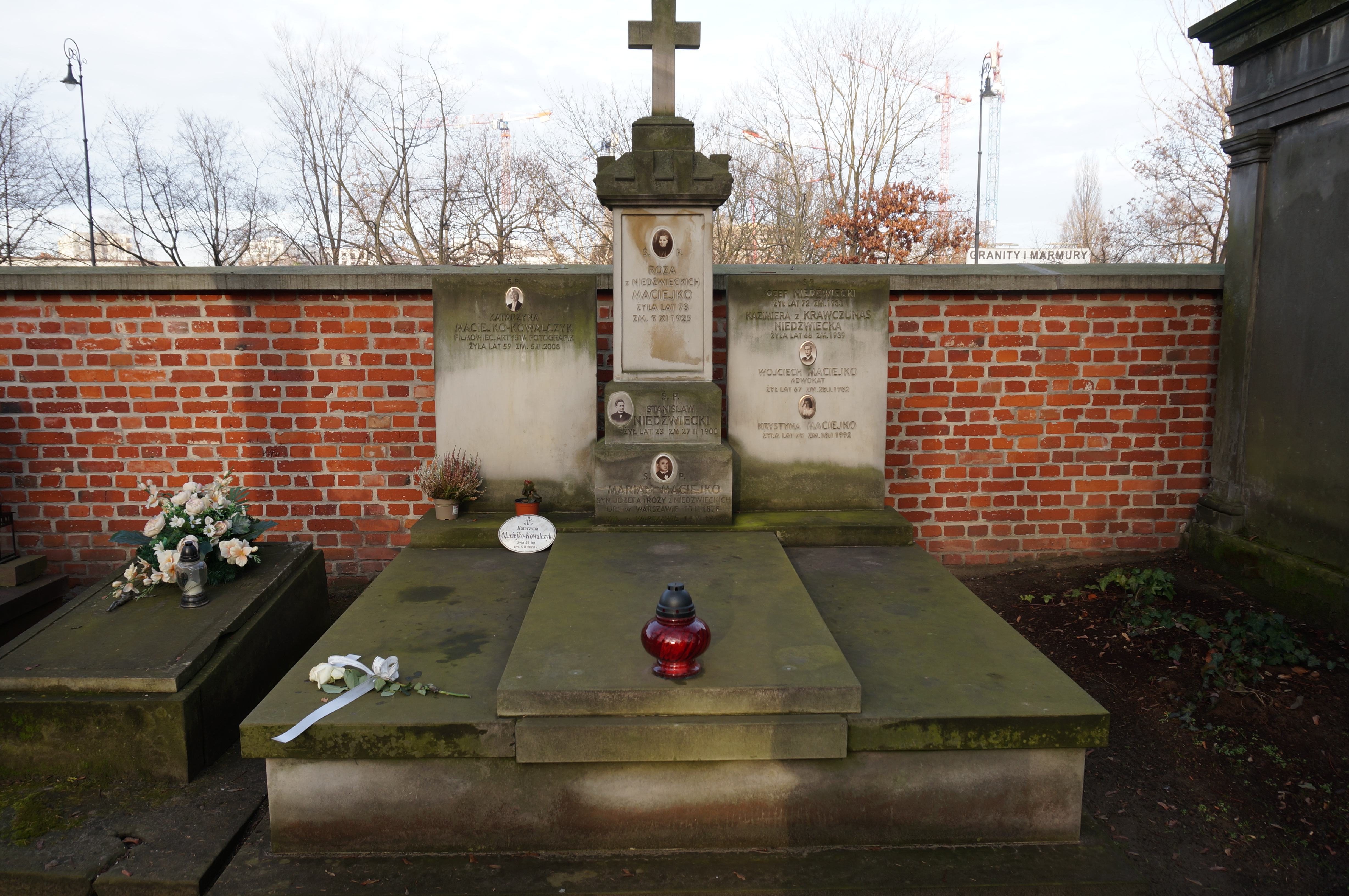
Grób Katarzyny Maciejko-Kowalczyk na cmentarzu Powązkowskim

Katarzyna Maciejko-Kowalczyk (ur. 14 kwietnia 1948 w Warszawie, zm. 5 lutego 2008 tamże) – polska montażystka i autorka filmów dokumentalnych i fabularnych; fotografka.
Była stałą współpracowniczką Marcela Łozińskiego, zmontowała większość jego filmów. Współpracowała również z takimi dokumentalistami jak Maciej Drygas czy Paweł Łoziński.
Jako reżyser zrealizowała kilka dokumentów, z których najbardziej znany to Benek Blues, laureat prestiżowych nagród, między innymi Grand Prix „Złotego Smoka” i „Złotego Lajkonika” na Krakowskim Międzynarodowym Festiwalu Filmów Krótkometrażowych w 2000 roku. Na Międzynarodowym Festiwalu Filmów Dokumentalnych i Animowanych w Lipsku w 1999 film otrzymał Nagrodę Telewizji Niemieckiej MDR.
W 2009 r., na 49. Krakowskim Festiwalu Filmowym, otrzymała pośmiertnie nagrodę Prezesa Stowarzyszenia Filmowców Polskich dla najlepszego montażysty filmów dokumentalnych. Nominowana do Polskiej Nagrody Filmowej, Orzeł w 2011 za montaż filmu Las.

## Życie prywatne
Katarzyna Maciejko-Kowalczyk była matką montażystki Agnieszki Kowalczyk, operatorki Magdy Kowalczyk i operatora Jacka Kowalczyka. Jej mężem był socjolog Andrzej Kowalczyk.
Została pochowana na cmentarzu Powązkowskim (kwatera Pod murem I-1-91/92).

## Filmografia

### Montaż
Filmy fabularne
- 1980: Party przy świecach
- 1982: Przesłuchanie
- 2009: Las

Filmy dokumentalne
- 1980: Robotnicy ’80
- 1991: Siedmiu Żydów z mojej klasy
- 1992: Miejsce urodzenia
- 1993: 89 mm od Europy
- 1993: Tata Kazika
- 1995: Wszystko może się przytrafić
- 1998: Żeby nie bolało
- 1999: Benek Blues – także scenariusz i reżyseria (Grand Prix „Złoty Smok” oraz Grand Prix „Złoty Lajkonik” na Krakowskim Festiwalu Filmowym w 2000 roku)
- 2002: Głos nadziei
- 2002: Nasz spis powszechny
- 2005: Idź do Luizy
- 2005: Jeden dzień w PRL
- 2006: Jak to się robi
- 2007: A gdyby tak się stało
- 2008: Latawce